# Bobby Kerr (lekkoatleta)
Bobby Kerr, właśc. Robert Kerr (ur. 9 czerwca 1882 w Enniskillen w Irlandii Północnej, zm. 12 maja 1963 w Hamilton) – kanadyjski lekkoatleta, sprinter.
Urodził się w Irlandii Północnej, ale jego rodzina wyemigrowała do Kanady, gdy miał pięć lat i osiedliła się w Hamilton. Kerr pracował jako strażak, a w wolnym czasie trenował bieganie i wkrótce stał się najlepszym biegaczem w okolicy. W 1904 wyjechał za własne oszczędności na igrzyska olimpijskie w St. Louis, gdzie wystartował w biegach na 60 metrów, 100 metrów i 200 metrów, ale odpadł w eliminacjach.
W późniejszych latach poprawiał swoje wyniki. Ustanowił rekordy Kanady na wszystkich dystansach pomiędzy 40 jardów a 220 jardów. Był mistrzem Kanady na 100 jardów w 1907 i 200 jardów w 1906–1908. Przed igrzyskami olimpijskimi w 1908 w Londynie zdobył brytyjskie mistrzostwo na 100 i 200 jardów.
Podczas igrzysk olimpijskich zakwalifikował się do finałów biegów na 100 metrów i 200 metrów. Na 100 metrów zajął 3. miejsce, a na 200 metrów wygrał w czasie 22,6 s.
Walczył jako oficer podczas I wojny światowej. Potem pracował jako trener. Jako działacz był obecny na igrzyskach olimpijskich w 1928 i w 1932.